# Only God Forgives
Only God Forgives is een Deens-Franse misdaadfilm uit 2013 onder regie van Nicolas Winding Refn. De hoofdrollen worden vertolkt door Ryan Gosling, Kristin Scott Thomas en Vithaya Pansringarm.

## Verhaal
Julian is een Amerikaan die in Bangkok (Thailand) samen met zijn broer Billy een thaiboksclub uitbaat die als dekmantel dient voor een illegale drugshandel. Wanneer Billy een minderjarige prostituee verkracht en vermoordt, wordt hij opgespoord door de Thaise politie. Luitenant Chang geeft Choi Yan Lee, de vader van het vermoorde meisje, de toestemming om Billy dood te slaan in dezelfde kamer waar het meisje vermoord werd. Nadien hakt Chang de voorarm van Choi af omdat hij zijn dochter een prostituee had laten worden.
Julian en zijn handlangers sporen Choi op, maar besluiten zijn leven te sparen. Wat later arriveert ook Crystal, de moeder van Julian en Billy, in Bangkok. Ze eist dat de moordenaars van Billy opgespoord en gedood worden. Julian weigert dit te doen omdat hij ervan overtuigd is dat Choi het recht had om de dood van zijn dochter te wreken. Crystal is woedend en laat Choi alsnog vermoorden. Nadien ontdekt ze dat ook Chang bij Billy's dood betrokken was.
De thaiboksclub wordt door de politie onderzocht in een poging de moord op Choi op te lossen. Julian herkent Chang vanuit een visioen en besluit hem te schaduwen, maar Chang verdwijnt spoorloos. Crystal probeert ondertussen met Byron, een rivaliserende drugshandelaar, samen te werken om Chang te vermoorden. Er wordt een moordaanslag op Chang gepleegd, maar hij weet aan de dood te ontsnappen en een van de daders te overmeesteren. De huurmoordenaar leidt hem uiteindelijk naar Byron, die door Chang gemarteld wordt en onthult dat hij door Crystal werd ingehuurd.
Crystal smeekt Julian om in te grijpen en haar te beschermen door Chang uit te schakelen, net zoals hij in het verleden op vraag van haar ook zijn eigen vader had uitgeschakeld. Julian gaat ondanks hun slechte relatie akkoord en breekt binnen in Changs woning, maar zijn doelwit daagt niet op. 
Chang en een politieagent hebben Crystal opgespoord. Ze probeert de schuld op Julian te steken, die ze afschildert als een onbetrouwbare, agressieve gek die ooit met zijn blote handen zijn eigen vader vermoordde. Chang straft haar door haar keel door te snijden. Wanneer Julian haar lijk vindt, snijdt hij haar buik open en steekt hij zijn hand in de wonde.
Julian wordt vervolgens benaderd door Chang, waarna de twee in een bos staan. Julian steekt zijn handen uit en Chang hakt ze af.

## Rolverdeling
| Acteur               | Personage        |
| -------------------- | ---------------- |
| Ryan Gosling         | Julian Thompson  |
| Kristin Scott Thomas | Crystal Thompson |
| Vithaya Pansringarm  | Lt. Chang        |
| Gordon Brown         | Gordon           |
| Rhatha Phongam       | Mai              |
| Tom Burke            | Billy Thompson   |
| Byron Gibson         | Byron            |
| Danai Thiengdham     | Li Po            |
| Kovit Wattanakul     | Choi Yan Lee     |

## Trivia
- Ryan Gosling speelde ook de hoofdrol in Drive (2011) van Nicolas Winding Refn.
- Crystal is een combinatie van Lady Macbeth en modeontwerpster Donatella Versace.
- De regisseur omschreef de film als 'een western, maar dan in het Verre Oosten en met een moderne cowboyheld'.[1] Daarnaast vergeleek hij het verhaal ook met een sprookje.[2]